# Orangia maituatensis
Orangia maituatensis es una especie de molusco gasterópodo de la familia Charopidae en el orden de los Stylommatophora.

## Distribución geográfica
Es endémica de las islas Australes, en la Polinesia Francesa.